# Five Cays
Five Cays est une ville située aux Îles Turks-et-Caïcos sur l’île Providenciales. En 2012, la ville comptait 3 592 habitants.

## Source et ressources
- (de) Cet article est partiellement ou en totalité issu de l’article de Wikipédia en allemand intitulé « Five Cays » (voir la liste des auteurs).